# La face de Bellevarde
La face de Bellevarde est une piste noire de ski alpin, située sur le domaine skiable de Val d'Isère.
La piste est voulue par le triple champion olympique français Jean-Claude Killy et dessinée par le champion olympique suisse Bernhard Russi,.
Elle relie le rocher de Bellevarde au village de Val d'Isère en serpentant sur le versant est du sommet, tout en surplombant la  station. La face est redoutable par la déclivité de la pente et par sa technicité. Elle a été le théâtre des épreuves de vitesse masculines lors des Jeux olympiques d'Albertville 1992 et de toutes les courses hommes ainsi que de deux épreuves dames lors des championnats du monde de ski alpin 2009.  Des épreuves de la Coupe du monde de ski alpin masculine s'y déroulent par ailleurs chaque année en décembre : descente, super-G, géant ou slalom sur le bas de la piste.
Remarquable par son profil, la piste l'est aussi par la remontée mécanique qui la dessert : un téléphérique débrayable avec cabines de 24 places assises, dénommé « l'Olympique », construit en 2002 par la société autrichienne Doppelmayr - Garaventa pour quinze millions d'euros et qui effectue le parcours du bas de la station jusqu'au sommet de Bellevarde à 2 807 mètres d'altitude en six minutes. Seules dix remontées de ce type sont en service dans le monde (avec notamment Prodains à Avoriaz, Saas Fee en Suisse, Kitzbühel en Autriche, Whistler au Canada).
En 2012, pour célébrer les 20 ans des Jeux olympiques d'Albertville 1992, une course est organisée sur la Face réunissant plus de 2 000 personnes. Elle est remportée par Olivier Fradin devant  Adrien Théaux et David Poisson.

## Caractéristiques
- Altitude de départ : 2 807 m
- Altitude d'arrivée : 1 848 m
- Dénivelé : 959 m
- Longueur totale : 2 988 m
- Pente moyenne : 32,10 %
- Pente maximale : 71 %
- Pente minimale : 5 %

## Compétitions

### Championnats de France de 1952
La première descente organisée sur cette piste est celle des championnats de France de 1952. Le télécabine vient juste d'être mis en place. La pente vertigineuse et les conditions météo défavorables font renoncer une trentaine de concurrents à prendre le départ. De nombreuses chutes se produisent et un ouvreur est gravement blessé. Le titre revient à Yves Mussat ,,. Il devance ainsi tous les membres de l'équipe de France sélectionnés pour les Jeux olympiques d'Oslo qui suivent en 1952 : James Couttet le vice-champion du monde en titre, Henri Oreiller le champion olympique en titre, Maurice Sanglard le double champion de France en titre, et Guy de Huertas. Plus aucune descente ne sera organisée sur cette piste pendant 40 ans, jusqu'aux Jeux olympiques d'Albertville.

### Jeux olympiques
Alors que la piste Oreiller-Killy (la « O-K ») démarrant du haut de Bellevarde mais dont le parcours « tourne » autour du rocher pour arriver sur le site de la Daille (groupe d'immeubles situés à l'entrée de Val d'Isère, à 1 km du centre du village), accueillait chaque année les épreuves de vitesse du Critérium de la première neige, il fut décidé en premier lieu par Jean-Claude Killy et Michel Barnier, coorganisateurs des Jeux d'Albertville 1992, qu'il leur fallait un site plus spectaculaire. Ils se portèrent naturellement sur la Face de Bellevarde et son impressionnante déclivité, et qui offre pour les spectateurs une visibilité de plus de 80 % du bas de la piste. C'est l'ancien champion suisse Bernhard Russi, architecte patenté des descentes olympiques depuis 1988, qui imaginera le tracé. Il s'élancera d'une rampe à plus de 65 % d'inclinaison, tout en haut du rocher et empruntera notamment, sur le bas, le « passage de l'Ancolie », sorte de goulet en dévers entre deux blocs de roche.
Lors des Jeux olympiques d'hiver d'Albertville en 1992, la face de Bellevarde fut donc le théâtre des compétitions masculines de ski alpin (excepté le slalom couru aux Menuires). La descente fut remportée par l'Autrichien Patrick Ortlieb (parti avec le dossard no 1) devant le Français Franck Piccard (dossard no 23, à 5/100e de seconde) et un autre Autrichien, Günther Mader. Un tout jeune Norvégien de 19 ans, Kjetil Andre Aamodt s'imposa dans le Super-G, et Alberto Tomba remporta un géant devant Marc Girardelli. Le combiné fut remporté par l'Italien Josef Polig devant son compatriote Gianfranco Martin et le Suisse Steve Locher.
Et maintenant les JO de 2024 

### Championnats du monde

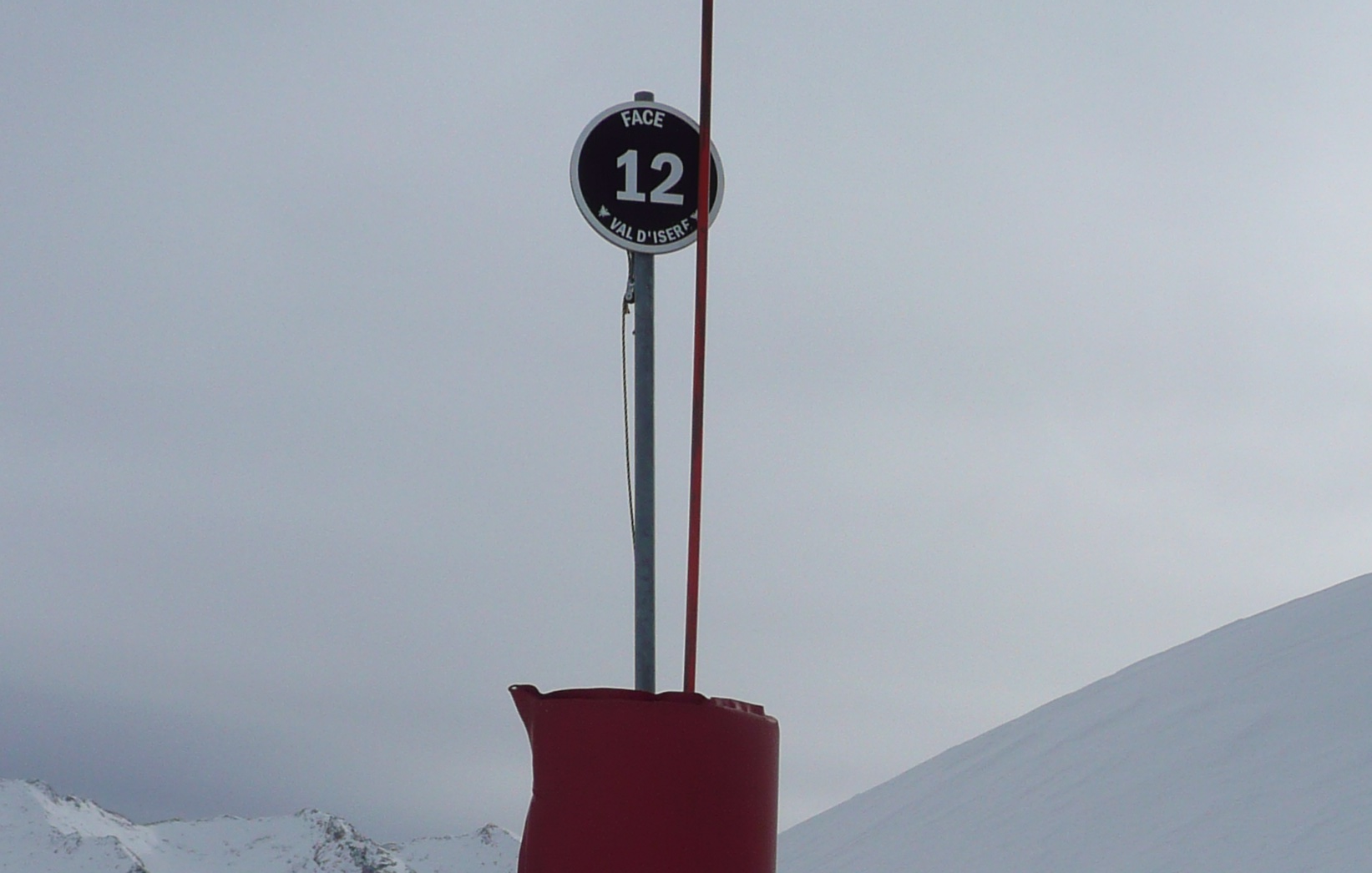
Un des panneaux bordant la piste noire, situé sur le haut du parcours.

En 2009, la face de Bellevarde est de nouveau utilisée dans le cadre des Championnats du monde de ski alpin 2009 qu'organise Val d'Isère. À cette occasion, la piste a accueilli l'ensemble des épreuves masculines (descente, super G, géant, slalom et super combiné) et deux épreuves féminines (géant et slalom) les autres ayant eu lieu sur le massif opposé de la Solaise. Olivier Fradin remporta le slalom spécial, et fut le premier français à remporter une course sur cette piste mythique. 

### Coupe du monde
Depuis 1968, la station accueille régulièrement des épreuves du circuit international de la Coupe du monde de ski alpin sur la piste Oreiller-Killy, qui déroule de l'autre côté du rocher de Bellevarde et dont l'arrivée se situe à La Daille, à l'entrée de Val d'Isère. En 2008, en prévision des Championnats du monde de ski alpin 2009, Val d'Isère a remplacé la piste « O-K » par la Face à l'occasion du Critérium. Des épreuves techniques de Coupe du monde masculine (géant et slalom) sont par ailleurs régulièrement organisées chaque année sur le bas de la Face de Bellevarde.

### Kilomètre vertical
Début juillet, la face de Bellevarde est le terrain d'une compétition de Kilomètre vertical.